# Octobre 1910
 (juillet 2021).
Si vous disposez d'ouvrages ou d'articles de référence ou si vous connaissez des sites web de qualité traitant du thème abordé ici, merci de compléter l'article en donnant les références utiles à sa vérifiabilité et en les liant à la section « Notes et références ».

## Événements

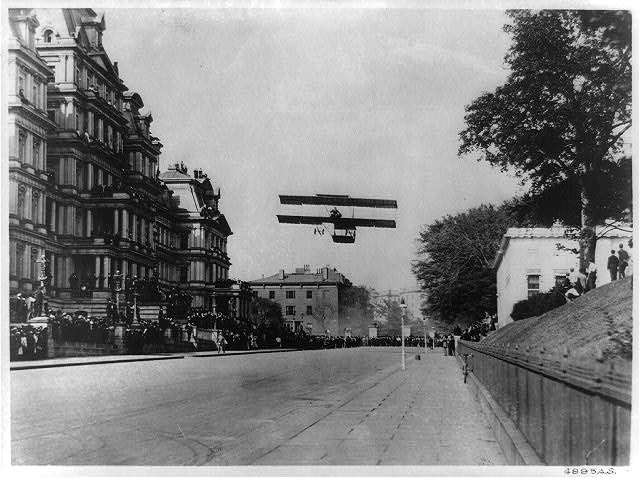
14 octobre : le pilote britannique Claude Grahame-White vole sur un Farman III le long de W. Executive Avenue, Washington, D.C.

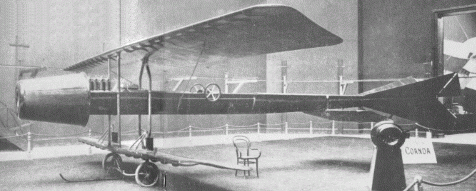
Le premier avion à réaction de Henri Coandă exposé au salon de la Locomotion Aérienne

- France : grève des cheminots brisée par Aristide Briand en les mobilisant.

- 2 octobre : au-dessus de Milan, première collision aérienne de l'histoire entre un « Farman », piloté par le capitaine Bertram Dickson, et une « Antoinette » pilotée par un certain Thomas. Les pilotes survivent au crash.

- 4 octobre (Portugal) : les républicains obtiennent la majorité des sièges à Lisbonne. Rébellion regroupant des civils et des militaires, soutenus par le peuple de Lisbonne.

- 5 octobre :
  - Mexique : Madero lance son plan de San Luis de Potosi, premier manifeste révolutionnaire. Son programme est relativement modéré à l’opposé de celui du parti libéral. Il prévoit l’établissement d’un régime représentatif mais peu de réformes structurelles de nature à améliorer la situation des peones.
  - Portugal : proclamation de la république. Le roi Manuel II, 21 ans, s'exile au Royaume-Uni. Le drapeau rouge et vert à la sphère armillaire remplace le drapeau bleu et blanc. Un nouvel hymne national, la Portugaise, remplace l’Hymne à la Charte. Gouvernement provisoire (fin en mai 1911). De 1910 à 1926, le Portugal connaîtra 45 gouvernements, 8 présidents de la république, 7 législatures, 5 dissolutions de Parlement.

- 8 octobre :
  - Portugal : expulsion des congrégations. Législation sur le divorce, suppression du serment religieux, obligation du mariage civil, transfert de la tenue de l’état-civil à des laïcs, suppression de l’enseignement religieux dans les écoles;
  - baptême de l'air en avion pour le président des États-Unis, Theodore Roosevelt.

- 10 octobre :
  - pogrom contre les 6 000 Juifs de Chiraz en Iran : 12 morts, 50 blessés graves et 260 maisons détruites.
  - inauguration du pont Grunwaldzki à Wrocław par l'empereur allemand Guillaume II.

- 15 octobre - 2 novembre : 2e Exposition de la Locomotion aérienne au Bourget].

- 16 octobre : première traversée de la Manche jusqu'à Londres en dirigeable, soit un trajet de 390 km en 6 heures par le Clément-Bayard II d'Adolphe Clément.

- 16 et 17 octobre : premier voyage en avion Paris - Bruxelles et retour, soit un trajet de 310 km en 5 heures et 39 minutes de vol.

- 18 octobre (Grèce) : le roi Georges Ier doit nommer Eleftherios Venizelos Premier ministre.

- 27 octobre : signature des pactes Dawson. Le Nicaragua devient un protectorat virtuel des États-Unis. Les marines restent jusqu’en 1933, avec une interruption entre août 1925 et mai 1926.

- 28 octobre : le Français Tabuteau bat le record de distance sur circuit fermé en avion : 465,720 km en 6 heures.

- 29 octobre : le Français Leblanc bat le record de vitesse pure en avion sur un « Blériot » : 109,756 km/h. C'est toutefois le Britannique Graham White qui remporte la Coupe Gordon Bennett en remportant la course de 100 km en 1 heure et 1 minute, soit une moyenne horaire de 98,552 km/h.

- 30 octobre - 1er novembre : en Espagne, création de la Confédération nationale du travail (CNT), d’obédience anarchiste.

- 31 octobre : l'Américain Johnston bat le record d'altitude en avion : 2 960 mètres, sur un « Wright ».

## Naissances
- 1er octobre : Bonnie Parker, gangster américain († 23 mai 1934).
- 3 octobre : Antoine Dignef, coureur cycliste belge († 9 avril 1991).
- 5 octobre : Albert Parisis, homme politique belge († 10 juin 1992).
- 8 octobre :
  - Paulette Dubost, actrice française († 21 septembre 2011).
  - Alberto Balderas, matador mexicain († 29 décembre 1940).
- 10 octobre : Jacques Herold, peintre français d'origine roumaine († 1987).
- 13 octobre : Otto Joachim, compositeur († 30 juillet 2010).
- 17 octobre : Gilbert Desmet, coureur cycliste belge († 30 juin 1976).
- 18 octobre : Philibert Tsiranana, homme d'État malgache († 16 avril 1978).
- 19 octobre :
  - Subrahmanyan Chandrasekhar, astrophysicien indien († 21 août 1995).
  - Paul Robert, lexicographe et éditeur († 11 août 1980).
- 20 octobre : Irena Górska-Damięcka, actrice, metteur en scène et directrice de théâtre polonaise († 1er janvier 2008).
- 24 octobre : Paul-Joseph-Marie Gouyon, cardinal français, archevêque de Rennes († 26 septembre 2000).
- 27 octobre : Jack Carson, acteur († 2 janvier 1963).

## Décès
- 10 octobre : 
  - Jean-Marie Cazauran, historien et religieux français (° 2 mai 1845).
  - Willem Maris, peintre néerlandais.

- 21 octobre : Charles Van der Stappen, sculpteur belge (° 19 décembre 1843).
- 30 octobre : Jean Henri Dunant, créateur de la Croix-Rouge.